# Caritatis
Caritatis ist eine Enzyklika von Papst Leo XIII., mit der er sich am 19. März 1894 an die polnischen Bischöfe wandte, um „über die Kirche in Polen“ zu schreiben.
Die politischen, kulturellen und industriellen Umwälzungen veranlassten den Papst, über die Kirche in Polen zu schreiben. Er stellte in dieser Enzyklika den Nutzen der Religion in den Blickpunkt seiner Überlegungen.
Er fordert dazu auf, an der Religion festzuhalten und die Regeln und Gebote zu befolgen. Er erinnert daran, dass es die elterliche Pflicht sei, ihre Kinder im Glauben zu erziehen und ihnen eine christliche Ausbildung zukommen zu lassen. Es sei wichtig, die Anforderungen an die Priesterseminare streng zu befolgen und der Studienlehrplan müsse nach bibeltreuen und disziplinierten Regeln erfolgen.
Alle diese Anforderungen müssten in Liebe und Respekt erfolgen und es sei wichtig, wie in der Enzyklika Rerum novarum beschrieben, dass der soziale Charakter im Vordergrund stehen müsse. Dem polnischen Volk rät er, trotz des Lebens unter fremder Herrschaften  (vergleiche hierzu Hauptartikel Polen – „Unterdrückung und Kampf um die Unabhängigkeit“), ihre Wurzeln nicht zu vergessen und schließlich sichert er dem Volk die päpstliche Unterstützung zu.